# Frank Hague
Pour les articles homonymes, voir Hague.
Frank Hague, né le 17 janvier 1876 et mort le 1er janvier 1956, a été maire de la ville de Jersey City dans le New Jersey de 1917 à 1947.

## Biographie
Son rôle fut déterminant dans la nomination de Franklin D. Roosevelt comme candidat démocrate en 1932. Il fut récompensé de son soutien à Roosevelt en 1932 par le financement d'un complexe médical comprenant une maternité baptisée Margaret Hague, du nom de sa mère.
Hague était connu pour sa corruption. Alors qu'il était maire, il était un familier des grandes demeures, des vacances en Europe et disposait d'une suite privée au Waldorf-Astoria. Sa fortune fut estimée à 10 000 000 $ à sa mort, bien que son salaire municipal ne dépassait jamais 8 000 $ par an et qu'il ne jouissait d'aucune autre source de revenu légal. Son bureau, qui est conservé à l'hôtel de ville de Jersey City, avait un tiroir conçu spécialement pour pouvoir être poussé vers les personnes que Hague recevait. Cela permettait à celles-ci de donner des pots-de-vin discrètement sous la forme d'enveloppes pleines d'argent en espèces.
Il avait l'habitude de charger des employés de la ville de malmener ses ennemis et de neutraliser l'opposition politique, ce qui eut un écho dans la presse nationale américaine lorsque ses hommes de main interrompirent un rassemblement auquel participait le candidat socialiste, Norman Thomas, qui fut raccompagné de force à un ferry le ramenant à New York. Son usage de la fraude électorale était également légendaire aux États-Unis.

## Lien(s) externe(s)
- Frank Hague